# On Your Own
On Your Own è un brano musicale del gruppo inglese Blur, pubblicato come singolo estratto dall'album Blur nel 1997.

## Il brano
La musica è stata composta da tutti e quattro i membri della band, mentre il testo è di Damon Albarn. Il brano è stato incluso nella colonna sonora del film The Beach.

## Il video
Il video del brano, così come i precedenti Beetlebum e Song 2, è stato diretto dalla regista Sophie Muller ed è stato girato a Barcellona.

## Tracce
CD 1
1. On Your Own – 4:27
2. Popscene (Live at Peel Acres) – 3:04
3. Song 2 (Live at Peel Acres) – 1:50
4. On Your Own (Live at Peel Acres) – 4:46

CD 2
1. On Your Own – 4:27
2. Chinese Bombs (Live at Peel Acres) – 1:14
3. Movin' On (Live at Peel Acres) – 3:20
4. M.O.R. (Live at Peel Acres) – 2:59

## Formazione
- Damon Albarn - voce
- Graham Coxon - chitarra, voce
- Alex James - basso
- Dave Rowntree - batteria, drum machine

## Classifiche
| Classifica (1997) | Posizione massima |
| ----------------- | ----------------- |
| Irlanda           | 27                |
| Regno Unito       | 5                 |